# Spoorwegen in Japan
Spoorwegvervoer in Japan is een belangrijk middel voor passagiersvervoer, vooral voor massavervoer en hogesnelheidsverkeer tussen grote steden en voor forenzenvervoer in stedelijke gebieden. Het wordt relatief weinig gebruikt voor goederenvervoer, namelijk slechts 0,84% van het goederenverkeer. Het geprivatiseerde netwerk is zeer efficiënt, vereist weinig subsidies en rijdt met extreme stiptheid, hoewel sinds de privatisering verschillende onrendabele maar sociaal waardevolle lijnen zijn gesloten door particuliere exploitanten.

## Overzicht

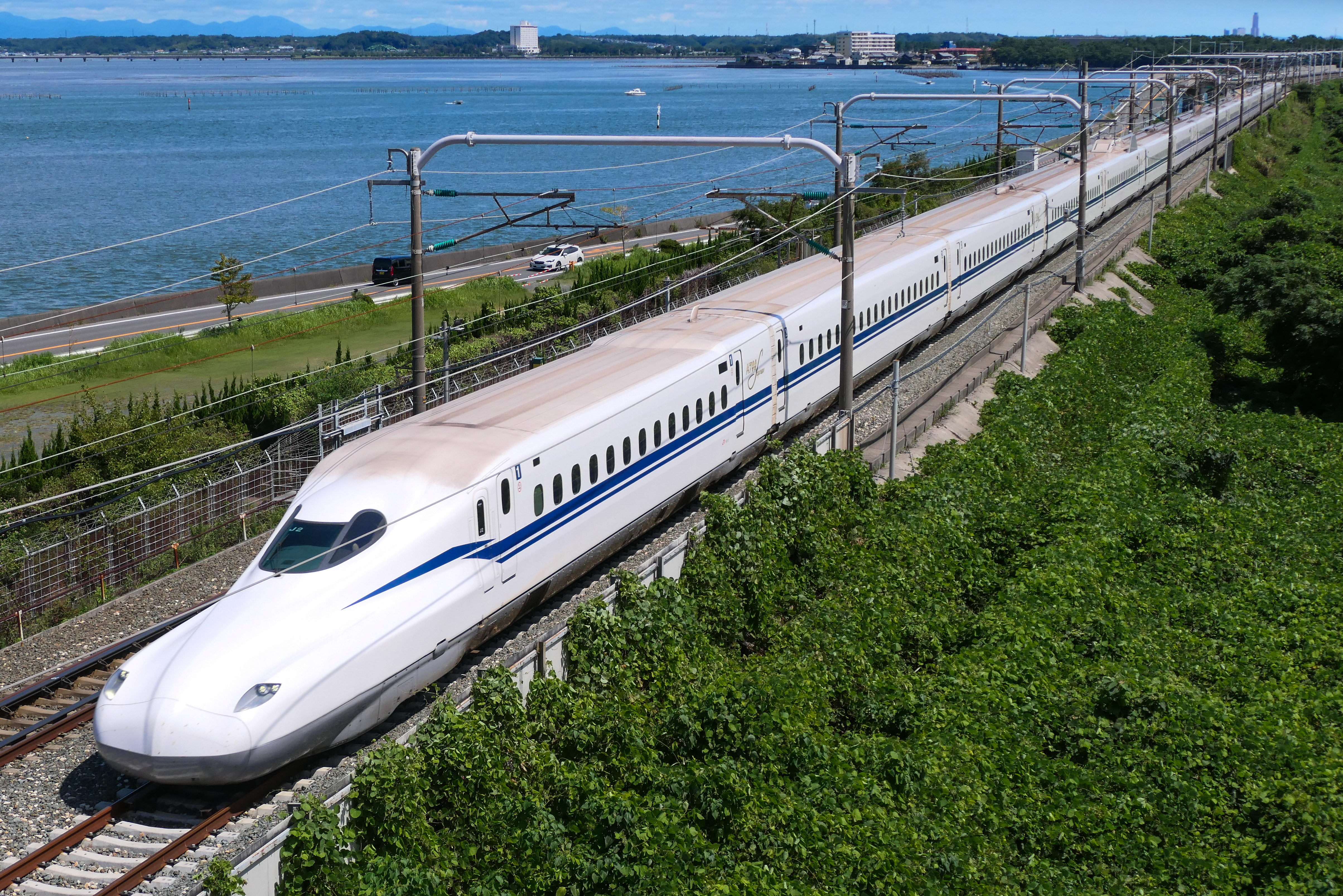
N700S-serie Shinkansen-trein

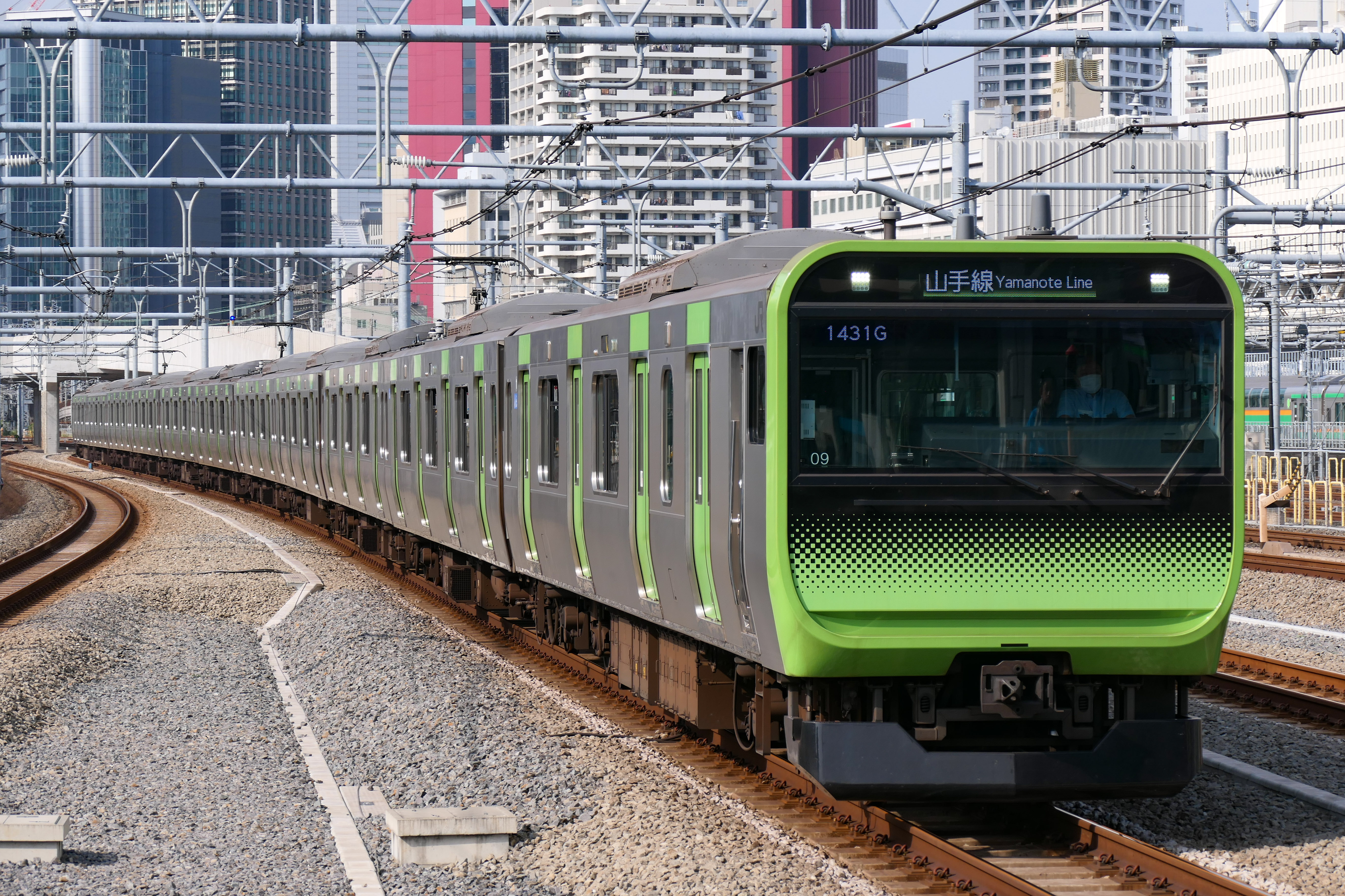
Trein uit de E235-serie op de Yamanote-lijn

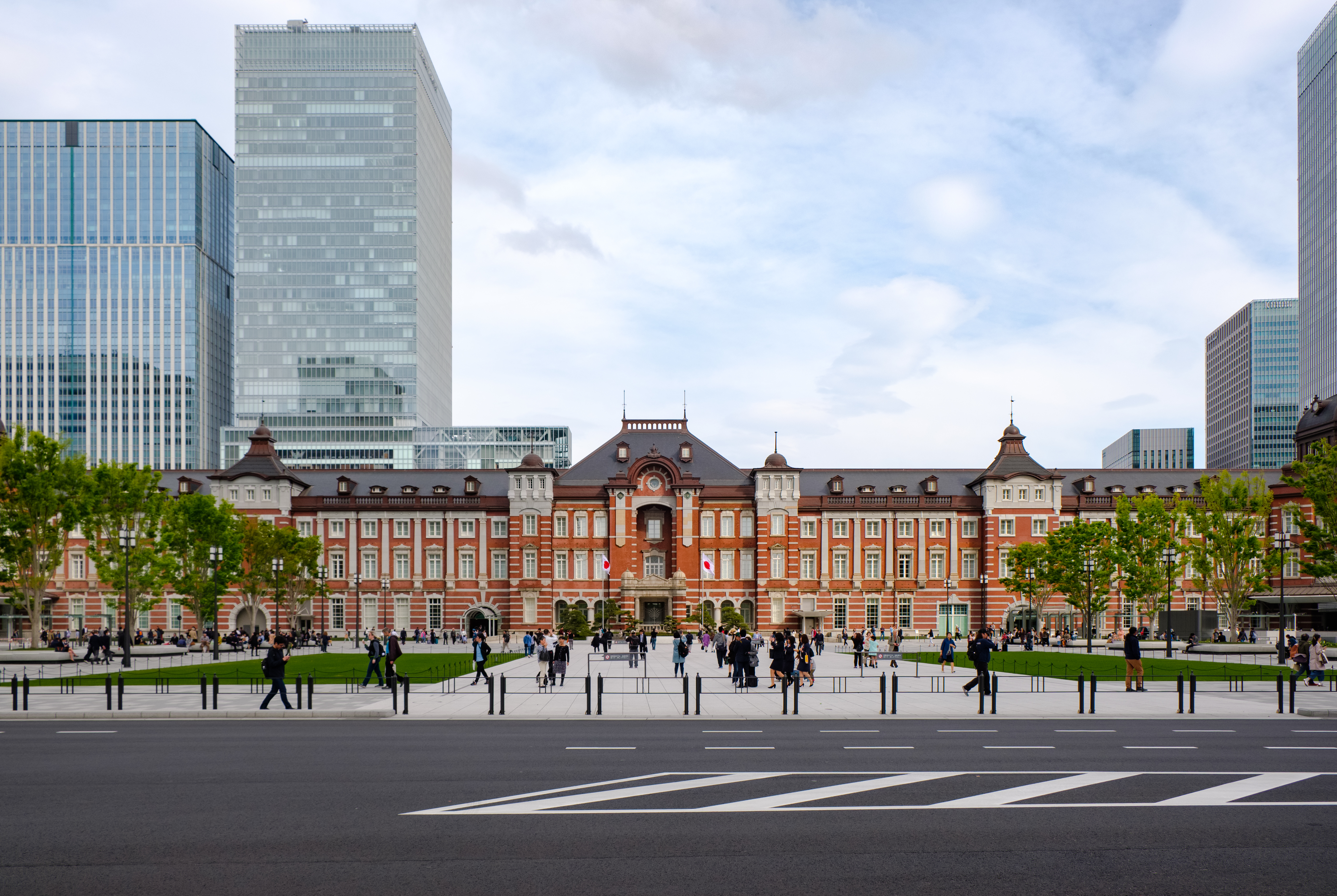
Station Tokio in Tokio

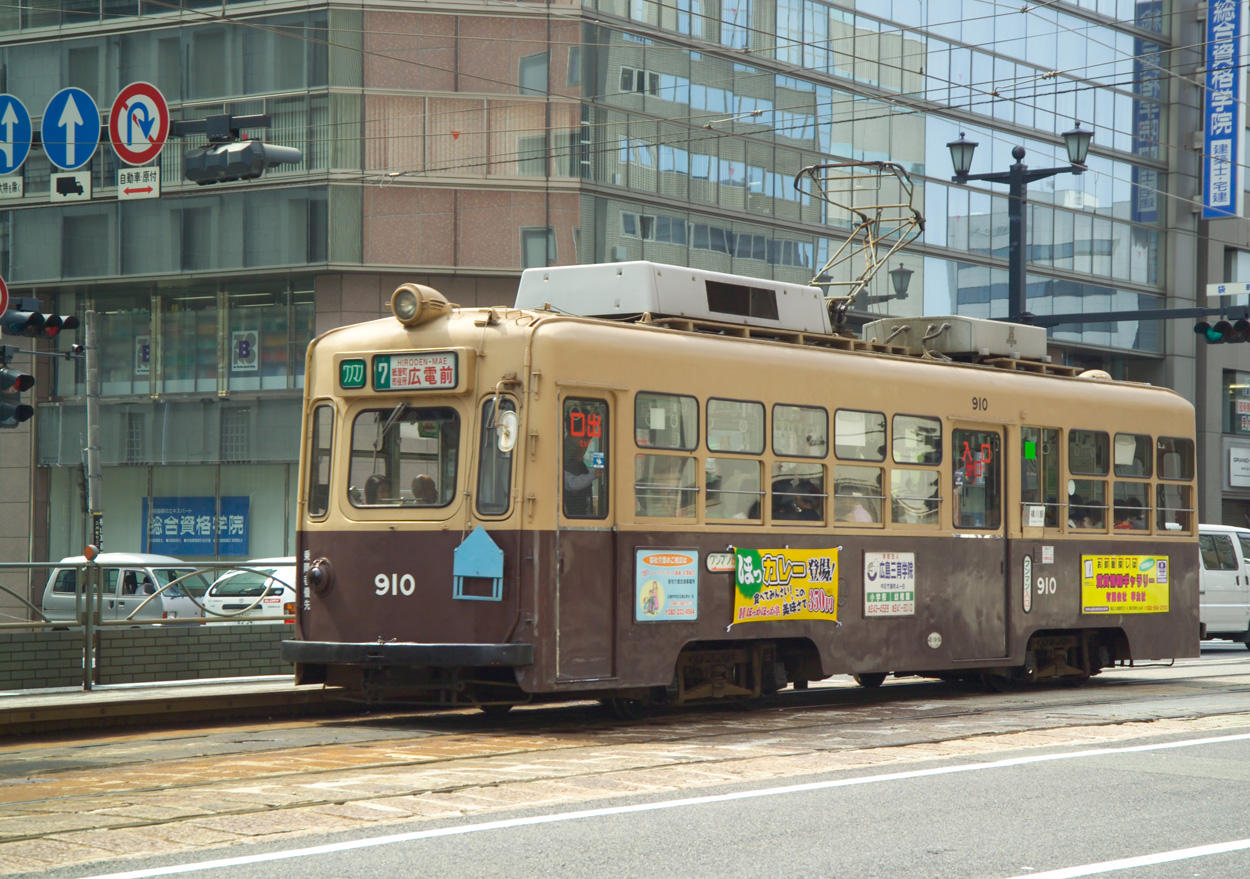
Hiroden-tram in Hiroshima

In Japan wordt het spoorvervoer verzorgd door meer dan 100 particuliere bedrijven, waaronder:
- zes regionale bedrijven van de Japan Railways Group (JR) (staatseigendom tot 1987) die passagiersdiensten verzorgen naar de meeste delen van Hokkaido, Honshu, Shikoku en Kyushu;
- het nationale JR vrachtbedrijf; en
- 16 belangrijke regionale maatschappijen die spoorwegdiensten aanbieden als onderdeel van hun bedrijfsactiviteiten Er zijn ook tientallen kleinere lokale particuliere spoorwegen.

Veel van de particuliere spoorwegmaatschappijen behoren tot de topondernemingen van het land. Spoorwegen werden gebouwd door particuliere ondernemingen die geïntegreerde gemeenschappen langs de spoorlijnen ontwikkelden, waardoor ze winstgevend konden worden door te diversifiëren in onroerend goed, detailhandel en talrijke andere bedrijven. Deze geïntegreerde spoorweggemeenschappen zijn een vorm van vervoersgerichte ontwikkeling die uniek is voor het spoorwegsysteem in Japan. Geïntegreerde spoorweggemeenschappen vergroten de beloopbaarheid van deze stedelijke ruimtes. Omdat ze bedoeld zijn voor voetgangers, bevatten ze ook trottoirs en fietspaden. Regionale overheden en bedrijven die gezamenlijk door regionale overheden en particuliere bedrijven worden gefinancierd, bieden ook spoordiensten aan.
Het land wordt doorkruist door 30.625 km spoor. JR (een groep bedrijven die is opgericht na de privatisering van JNR) beheerde op 31 maart 1996 20.135 km van deze lijnen, met de resterende 7.133 km in handen van lokale spoorwegbedrijven. De Japanese spoorwegen heeft in 2013-14 9.147 miljard passagiers vervoerd (260 miljard passagierskilometers). In vergelijking: Duitsland heeft meer dan 40.000 km spoorwegen maar vervoert slechte 2,2 miljard passagiers per jaar.  Door het massale gebruik van het Japanse spoorwegsysteem telt Japan 46 van de 50 drukste stations ter wereld.
Er wordt voornamelijk gebruik gemaakt van stedelijke en intercitylijnen en rond de privatisering van de JNR werden veel onrendabele lokale en landelijke lijnen gesloten, vooral in Hokkaido en Kyushu. Aangezien het aantal passagiers op veel lokale lijnen buiten de stad blijft afnemen als gevolg van factoren zoals toenemend autobezit en afnemende plattelandsbevolking, zijn er nog meer sluitingen gepland. Op 16 oktober 2015 kondigde JR West bijvoorbeeld aan dat het overweegt om de 108 km lange Sanko-lijn te sluiten vanwege het lage aantal bezoekers en dat het in gesprek was met de twee prefecturen die door de lijn worden bediend, Shimane en Hiroshima, en met andere gemeenten over toekomistige plannen. In boekjaar 2014 vervoerde de lijn gemiddeld 50 passagiers per km per dag, vergeleken met 458 per km per dag in 1987. De gehele lijn werd op 31 maart 2018 gesloten.
Op 19 november 2016 kondigde de president van JR Hokkaido plannen aan om het netwerk verder te rationaliseren tot 1.237 km, of ~50% van het huidige netwerk, inclusief de sluiting van het resterende deel van de Rumoi-hoofdlijn (het deel Rumoi - Mashike werd gesloten op 4 december 2016), het deel Shin-Yubari - Yubari van de Sekisho lijn, het niet-geëlektrificeerde deel van de Sassho lijn en de Nemuro lijn tussen Furano en Kami-Ochiai Junction. Andere lijnen, waaronder de Sekihoku-hoofdlijn, de Senmo-hoofdlijn, het baanvak Nayoro - Wakkanai van de Sojalijn en het baanvak Kushiro - Nemuro van de Nemurolijn worden voorgesteld voor exploitatie door de derde sector, maar als de lokale overheden hier niet mee akkoord gaan, zullen ook deze baanvakken worden gesloten.
Fukuoka, Kobe, Kyoto, Nagoya, Osaka, Sapporo, Sendai, Tokio en Yokohama hebben metrosystemen. In tegenstelling tot Europa vindt het meeste passagiersvervoer echter plaats met forensentreinen in de voorsteden, die de metropolen doorkruisen. Daarnaast hebben veel steden een tram- en monorailnetwerk.
Japan is een voorloper van de hogesnelheidstrein shinkansen of "bullet train" of "kogeltreinen", die nu de grootste steden van Japan met elkaar verbindt met snelheden tot 320 km/u. Andere treinen die op de conventionele lijn of "zairaisen" rijden, blijven echter relatief langzaam. Ze rijden het snelst met een snelheid van 160 km/u en meestal minder dan 130 km/u, waarschijnlijk door het brede gebruik van smalspoor waarop ze rijden.
De Japanse spoorwegen vervoerden 31 miljoen ton (21 miljard tonkilometer) goederen in 2013-14. Het aandeel van de spoorwegen in de nationale logistiek is slechts 6,2% (2010), veruit het laagste in de G8.